# Anadara kikaizimana
Anadara kikaizimana is een tweekleppigensoort uit de familie van de Arcidae. De wetenschappelijke naam van de soort is voor het eerst geldig gepubliceerd in 1934 door Nomura & Zinbo.